# Dasineura plicatrix
Dasineura plicatrix är en tvåvingeart som först beskrevs av Friedrich Hermann Loew 1850.  Dasineura plicatrix ingår i släktet Dasineura och familjen gallmyggor. Inga underarter finns listade i Catalogue of Life.